# James Ivory
James Francis Ivory, más conocido como James Ivory (Berkeley, California, 7 de junio de 1928), es un director de cine y guionista estadounidense.

## Carrera
Es principalmente conocido por varios filmes de época que rodó en las décadas de 1980 y 1990, y que recibieron excelentes críticas y varios premios.

### Inicios
Dio sus primeros pasos en la década de 1950 rodando varios cortometrajes. En 1959 conoció al productor de origen indio Ismail Merchant, con quien entabló una relación sentimental. La pareja fundó dos años después la compañía Merchant Ivory Productions, mediante la cual Ivory rodó sus filmes. El vínculo afectivo y profesional Ivory-Merchant perduró hasta el fallecimiento del segundo en 2005.

### Primeros filmes relevantes
El primer filme de James Ivory que alcanzó cierta resonancia popular fue The Wild Party (1975), con James Coco, Raquel Welch y Perry King. No exento de escenas escabrosas, se basaba en el poema narrativo del mismo título, de Joseph Moncure March (1926), si bien se inspiró también en un caso real: la muerte de una joven actriz que se imputó como asesinato a la estrella de cine mudo Fatty Arbuckle. 
En 1980, Ivory rodó Jane Austen in Manhattan, último trabajo en el cine de la veterana Anne Baxter y debut de la joven Sean Young, luego famosa por Blade Runner. En 1981, le siguió Quartet, protagonizada por Maggie Smith y la musa del cine francés Isabelle Adjani, quien ganó por su trabajo el premio a la mejor actriz en el Festival de Cannes. 
Especializado en producciones de época muy cuidadas estéticamente, en 1984 Ivory dirigió Las bostonianas, una adaptación de la novela de Henry James con un elenco que incluía a Vanessa Redgrave (nominada al Óscar por su papel), Christopher Reeve y Jessica Tandy.

### Apogeo: años 1980-1990
Desde mediados de los años 1980 James Ivory vivió un decenio de éxitos casi ininterrumpidos. 
Su película Una habitación con vistas (1985) contó con un reparto de lujo (Daniel Day-Lewis, Maggie Smith, Denholm Elliott, Helena Bonham Carter y Judi Dench, entre otros) y fue nominada a 8 Óscares, ganando finalmente 3, e igualmente ganó un Globo de Oro y 2 premios BAFTA. 
En 1987, Maurice (uno de los primeros grandes papeles de Hugh Grant) fue nominada a un Óscar y ganó 3 premios del Festival de Cine de Venecia. 
En 1990 James Ivory reunió a dos leyendas del cine, Paul Newman y su esposa Joanne Woodward, en Esperando a Mr. Bridge; ella sería nominada al Óscar y a un Globo de Oro por su trabajo. 
En 1992, la película Regreso a Howards End (con Anthony Hopkins, Vanessa Redgrave y Emma Thompson) supuso otro gran éxito para Ivory: fue nominada a 10 Óscares, ganando finalmente 3 de ellos, igualmente ganó 1 Globo de Oro (mejor actriz) y 2 premios BAFTA (mejor actriz y mejor película). 
En 1993, Lo que queda del día reunió nuevamente a Anthony Hopkins y Emma Thompson; fue nominada a otros 8 Óscares, no ganando finalmente ninguno, pero Ivory ganó el premio BAFTA a mejor director.

### Menor repercusión
Los posteriores proyectos de James Ivory tuvieron menos éxito, al menos en taquilla, a pesar de sus prestigiosos repartos: Jefferson en París en 1995 (con Nick Nolte, Greta Scacchi, Jean-Pierre Aumont, Gwyneth Paltrow y una joven Thandie Newton), Sobrevivir a Picasso en 1996 (con Anthony Hopkins, Natascha McElhone, Julianne Moore y Joan Plowright)...
En 2000, Ivory adaptó otra novela de Henry James, La copa dorada, con un rutilante elenco: Kate Beckinsale, James Fox, Anjelica Huston, Nick Nolte, Uma Thurman. Recibió críticas favorables, pero la recaudación no cubrió los 15 millones de dólares que costó.
En 2003, el filme El divorcio reunió a varias estrellas jóvenes (Kate Hudson, Naomi Watts) y a otras ya veteranas, como Glenn Close, Stockard Channing y la legendaria Leslie Caron; pero fue pobremente recibido en taquilla y críticas. El último proyecto de Ivory y Merchant fue La condesa rusa (2005), protagonizado por Ralph Fiennes y Natasha Richardson; obtuvo una recaudación discreta, pero recibió buenas críticas.

### Gana el Oscar
Finalmente, a la edad de 89 años, consigue el Oscar a mejor guion adaptado por Call Me by Your Name, basado en la novela de André Aciman. Ambientada en el norte de Italia en 1983, la cinta narra la historia de amor entre Elio Perlman (Timothée Chalamet), un adolescente de 17 años, y Oliver (Armie Hammer), el asistente de su padre. También cuenta con la participación de Michael Stuhlbarg, Amira Casar y Esther Garrel.

## Filmografía
| Año  | Película                                                |
| ---- | ------------------------------------------------------- |
| 2009 | La ciudad de tu destino final                           |
| 2005 | La condesa rusa                                         |
| 2003 | Le divorce                                              |
| 2000 | La copa dorada                                          |
| 1998 | La hija de un soldado nunca llora                       |
| 1996 | Sobrevivir a Picasso                                    |
| 1995 | Jefferson en París                                      |
| 1993 | Lo que queda del día                                    |
| 1992 | Regreso a Howards End                                   |
| 1990 | Mr. & Mrs. Bridge                                       |
| 1989 | Slaves of New York                                      |
| 1987 | Maurice                                                 |
| 1985 | Una habitación con vistas                               |
| 1984 | Las bostonianas                                         |
| 1983 | Calor y polvo                                           |
| 1981 | Quartet                                                 |
| 1980 | Jane Austen en Manhatten                                |
| 1979 | Los europeos                                            |
| 1978 | Hullabaloo                                              |
| 1977 | Roseland                                                |
| 1975 | Fiesta salvaje                                          |
| 1975 | Autobiografía de una princesa                           |
| 1972 | Salvajes                                                |
| 1972 | The Adventures of a Brown Man in Search of Civilization |
| 1970 | Pasaje a Bombay                                         |
| 1969 | El gurú                                                 |
| 1965 | Shakespear-Wallah                                       |
| 1964 | The Delhi Way                                           |
| 1963 | The Householder                                         |
| 1959 | The Sword and the Flute                                 |
| 1957 | Venice: Themes and Variations                           |

## Premios y nominaciones
Premios Óscar
| Año  | Categoría            | Película               | Resultado |
| ---- | -------------------- | ---------------------- | --------- |
| 1987 | Mejor director       | A Room with a View     | Nominado  |
| 1993 | Mejor director       | Howards End            | Nominado  |
| 1994 | Mejor director       | The Remains of the Day | Nominado  |
| 2018 | Mejor guion adaptado | Call Me by Your Name   | Ganador   |

Premios BAFTA
| Año  | Categoría            | Película               | Resultado | Referencias |
| ---- | -------------------- | ---------------------- | --------- | ----------- |
| 1984 | Mejor director       | Calor y polvo          | Nominado  | [ 5 ]       |
| 1987 | Mejor película       | A Room with a View     | Ganador   | [ 5 ]       |
| 1987 | Mejor director       | A Room with a View     | Nominado  | [ 5 ]       |
| 1993 | Mejor película       | Howards End            | Ganador   | [ 5 ]       |
| 1993 | Mejor director       | Howards End            | Nominado  | [ 5 ]       |
| 1994 | Mejor película       | The Remains of the Day | Nominado  | [ 5 ]       |
| 1994 | Mejor director       | The Remains of the Day | Nominado  | [ 5 ]       |
| 2018 | Mejor guion adaptado | Call Me by Your Name   | Ganador   | [ 5 ]       |

Premios Globo de Oro
| Año  | Categoría      | Película               | Resultado | Referencias |
| ---- | -------------- | ---------------------- | --------- | ----------- |
| 1987 | Mejor director | A Room with a View     | Nominado  | [ 6 ]       |
| 1993 | Mejor director | Howards End            | Nominado  | [ 6 ]       |
| 1994 | Mejor director | The Remains of the Day | Nominado  | [ 6 ]       |

Festival Internacional de Cine de Cannes
| Año  | Categoría               | Película    | Resultado | Referencias |
| ---- | ----------------------- | ----------- | --------- | ----------- |
| 1992 | Premio 45.º Aniversario | Howards End | Ganador   | [ 7 ]       |

Festival Internacional de Cine de Venecia
| Año  | Categoría                         | Película               | Resultado |
| ---- | --------------------------------- | ---------------------- | --------- |
| 1987 | León de Plata                     | Maurice                | Ganador   |
| 1990 | Golden Ciak                       | Esperando a Mr. Bridge | Ganador   |
| 1990 | Premio Pasinetti - Mejor película | Esperando a Mr. Bridge | Ganador   |